# Jiří Zídek (ur. 1973)
Jiří Zídek Jr (ur. 2 sierpnia 1973 w Gottwaldovie) – czeski koszykarz występujący na pozycji środkowego, reprezentant Czech.
Jego ojcem był Jiří Zídek senior, reprezentant Czechosłowacji, olimpijczyk, trener koszykarski.

## Kariera
Od 1991 studiował na Uniwersytecie Kalifornijskim w Los Angeles, gdzie grał w drużynie koszykówki UCLA Bruins (1991–1995). W 1995 zdobył z drużyną mistrzostwo NCAA.
W 1995 jako pierwszy w historii czeski koszykarz został wybrany w pierwszej rundzie draftu NBA z 22. numerem przez Charlotte Hornets. Spędził w NBA trzy sezony, grając w Hornets, Denver Nuggets i Seattle SuperSonics, uzyskując średnio w karierze 3,4 punktu i 1,2 zbiórki na mecz.
W 1998 r. wrócił do Europy, dołączając do składu litewskiego klubu Žalgiris Kowno. W swoim pierwszym sezonie zdobył z drużyną Puchar Europy (jako pierwsza litewska drużyna). W następnych latach występował w różnych europejskich zespołach, w tym w polskim Prokom Trefl Sopot (2002–2003). W 2003 wrócił do Czech, gdzie pomógł drużynie ČEZ Nymburk w zdobyciu dwóch kolejnych tytułów mistrza Czech (2004 i 2005). W 2006 roku ogłosił zakończenie kariery sportowej.
Po zakończeniu kariery został komentatorem sportowym w EuroLeague TV.

## Osiągnięcia
NCAA
- Mistrz NCAA (1995)
- Uczestnik rozgrywek NCAA Elite Eight (1992, 1995)

Drużynowe
- Mistrz:
  - Euroligi (1999)
  - Litwy (1999)
  - Ligi Północnoeuropejskiej[3]
  - Czech (2004, 2005)
  - Niemiec (2002)
- Wicemistrz:
  - FIBA EuroCup Challenge (2003)
  - Hiszpanii (2001)[2]
  - Czechosłowacji (1990, 1991)
  - Polski (2003)
- Zdobywca Pucharu:
  - Niemiec (2002)[2]
  - Czech (2004, 2005)
- Finalista Pucharu Hiszpanii (2001)[2]

Indywidualne
- Uczestnik[2]:
  - meczu gwiazd:
    - PLK (2003)
    - FIBA EuroStars (1999)
    - ligi litewskiej (1999)
    - ligi czeskiej (2004)
    - NBA Rookie Challenge (1996)[4]

  - konkursu Shooting Stars podczas meczu gwiazd PLK – NBL (2013)

Reprezentacja
- Uczestnik mistrzostw Europy (1999 – 12. miejsce)[3]